# Calvarrasa de Abajo
Calvarrasa de Abajo é um município da Espanha na província de Salamanca, comunidade autónoma de Castela e Leão, de área 28,16 km² com população de 1400 habitantes (2007) e densidade populacional de 38,96 hab./km².

## Demografia
| Variação demográfica do município entre 1991 e 2004 | Variação demográfica do município entre 1991 e 2004 | Variação demográfica do município entre 1991 e 2004 | Variação demográfica do município entre 1991 e 2004 |
| --------------------------------------------------- | --------------------------------------------------- | --------------------------------------------------- | --------------------------------------------------- |
| 1991                                                | 1996                                                | 2001                                                | 2004                                                |
| 1096                                                | 997                                                 | 1032                                                | 1010                                                |